# El Cerrito (Valle del Cauca)
El Cerrito es un municipio de Colombia ubicado en el departamento de Valle del Cauca. El municipio es conocido cultural, turística y económicamente porque en su jurisdicción se encuentra la Hacienda El Paraíso, lugar donde trascurrieron los hechos de la novela María, obra maestra del escritor vallecaucano Jorge Isaacs. También parte de su territorio pertenece al parque nacional natural Las Hermosas. Se ubica al oriente de Cali, la capital del departamento, a unos 47 km de distancia.

## Toponimia
El nombre del municipio y de la cabecera municipal es de origen histórico, su nombre proviene de un cerro artificial creado en la Hacienda La Lomita, por la acumulación de tierra extraída del túnel que recorre gran parte de la cabecera municipal uniendo varias haciendas antiguas del municipio. El gentilicio de los ciudadanos es cerriteños y cerriteñas. A la comunidad de El Cerrito se le conoce como "ciudad cariño".

## Historia

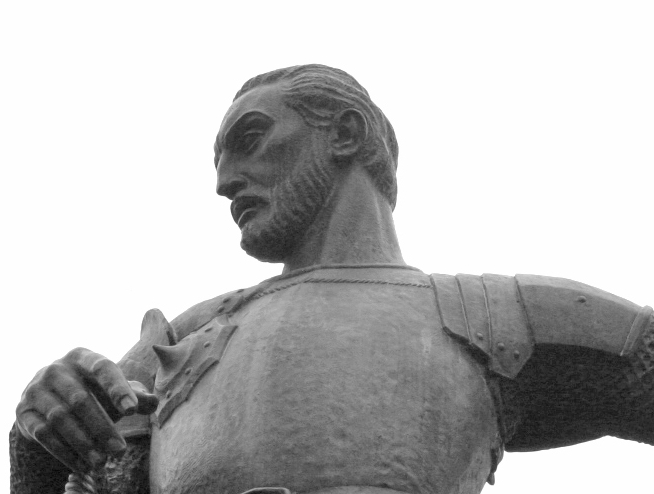
Estatua de Sebastián de Belalcazar en Cali

A la llegada de los conquistadores encabezados por Sebastián de Belalcázar, el territorio estaba habitado por los nativos Chinches, de la guerrera tribu de los Pijaos, quienes fueron sometidos por los europeos que al ser constantemente atacados desde el cañón del río Amaime, construyeron un fuerte del cual aún se conserva parte de sus cimientos en inmediaciones de Aují y que es llamado "Fuerte de María Luisa de la Espada" en honor a una descendiente de los encargados de la zona por el virrey de la época. Hay un corregimiento llamado El Castillo, por la cercanía del fuerte defensivo.
En la región de Guazábara, donde los indígenas adoraban el árbol «totujandi», el capitán Gregorio de Astigarreta creó la Hacienda San Jerónimo de los Ingenios, que pertenecía al partido de Guacarí y en donde el caserío se asentó inicialmente en 1797.
El Cabildo de Cali creó el partido de Pantanillo con jurisdicción desde el río Guabas hasta el río Nima y en 1821 pasó a pertenecer al cantón de Buga, y luego fue traslado a los terrenos donados por Petrona y Sebastiana Cárdenas. 
La primera misa fue ofrecida por el presbítero Manuel José Guzmán el 30 de agosto de 1825 y le colocó el nombre de San Jerónimo, siendo este su fundador.
Por ordenanza número 21 del 14 de octubre de 1854 de la Legislatura del Cauca, fue erigido en distrito con el nombre de Guzmán, en honor de su impulsor, y por la ordenanza del 30 de agosto de 1864 fue elevado a la categoría de distrito municipal con el nombre de El Cerrito.
En el territorio del municipio se encuentran algunas haciendas antiguas del Valle del Cauca, entre ellas, la Hacienda El Paraíso, construida en el siglo XVIII ubicada en las estribaciones de la Cordillera Central; fue en esta hacienda donde el escritor Jorge Isaacs desarrolló su novela María.

## Geografía
El Cerrito se encuentra ubicado en un llano a la orilla del río que lleva su mismo nombre, en la vertiente occidental de la Cordillera Central. 
Tiene un área geográfica de 437 km², de los cuales 3 km² son ocupados por la cabecera municipal. La jurisdicción de El Cerrito llega hasta el margen derecho del río Cauca por el occidente, y limita con el departamento del Tolima (mediante el páramo de Las Hermosas) por el oriente.  
La topografía de El Cerrito se compone de 2 partes: la primera es montañosa, correspondiente a la vertiente occidental de la Cordillera Central; sus mayores alturas son el páramo de Las Hermosas (con una altura de 3500 m s. n. m.), el cerro de Pan de Azúcar y el Alto de la Cruz. La segunda zona es plana o ligeramente ondulada y pertenece al valle del río Cauca.  La hidrografía la componen los ríos Amaime, Cauca, Cerrito y Zabaletas, además de varias quebradas. La altitud promedio es de 987 m s. n. m. y su temperatura promedio es de 24 °C.
La distancia exacta a la capital del departamento (Cali) es de 46.5 km. 

### Clima
Por su ubicación geográfica, el Municipio cuenta con todos los pisos térmicos, que determinan amplias zonas de vida, gran cantidad de usos del suelo, gran variedad de flora y fauna, lo cual se convierte en una fortaleza en cuanto los sistemas productivos. Las 466 hectáreas del municipio pueden ser discriminadas de la siguiente forma:
a. Cálido: Localizado en la zona plana, influenciada por la llanura de inundación del río Cauca y los conos de los ríos Amaime, Cerrito y zabaletas y los corregimientos de El Placer y Santa Elena, con un total de 120 km².
b. Medio: Va desde la zona plana y el piedemonte, incluyendo los corregimientos de Santa Elena y El castillo, parte del Pomo, con un total de 133 km².
c. Frío:Localizado en la parte montañosa del municipio incluyendo los corregimientos de Los Andes, Tenerife, El Pomo, El moral, Carrizal y el sector de Cerrito-Adentro, donde se evidencia la topografía de abrupta a moderada, con una extensión de 94 km².
d. Páramo: La parte de mayor altitud del municipio, hasta 4000 m s. n. m. donde cubre un área de aproximadamente 119 km². 
La temperatura promedio del Municipio es de 24 °C, la precipitación tomada en la estación Nima 1, brinda los siguientes datos: Máximo anual histórico 2535 mm, promedio multianual 1557 mm, mínimo anual histórico 1040 mm y para 1998, 1537 mm, la altitud del municipio es de 1000 m s. n. m.

### Límites
- Norte: Valle del Cauca con municipios de con Guacarí, Buga y Ginebra
- Oriente: por el oriente con Chaparral, Tolima
- Sur: municipio por el sur con Palmira
- Occidente: municipio de Vijes

## División Político-Administrativa
Su Cabecera municipal, se encuentra dividido en tres comunas, cada una conformado por los siguientes barrios: 
Comuna 1: Sus límites se encuentra ubicados entre el río El Cerrito por el norte, la carrera 12 por el occidente, la calle 5 Sur en la zona central y la calle 13 Sur en la zona del Cincuentenario y el río El Cerrito y la carrera 10 Este.
Está conformado por los barrios: Cincuentenario, Portal del Porvenir, El Porvenir (etapas I, II, III, IV, V, VI y VII) , Asovicons, Cooincer, Los Samanes, Villa del Carmen, El Samán, Nuevo Milenio, Villa Lina, La Paz y Nuevo Amanecer, Álvaro Navia Prado.
Comuna 2: Sus límites se encuentran ubicados por la margen sur del río El Cerrito, la calle 5 Sur y la carrera 12 en la zona de La Merced, por el norte con la carretera Panamericana la calle 9, por el occidente con la carrera 14 en la zona centro y la carrera 17 en la zona de La Merced y por el oriente con la carretera Panamericana.
Está conformado por los barrios: Villa Cariño, Buenos Aires, Santa Mónica, Los Parrales, El Rosario, Urbanización Coral, La Estrella, Altos de la Estrella, El Centro, Brisas de la Merced, Balcones de la Merced, Ciudadela de la Merced.
Comuna 3: Sus límites se encuentra conformados por el oriente con la carrera 11 en la zona de Cabal Molina y Sajonia, por la carrera 14 por la zona de Chapinero y por la carrera 17 por la zona de Entrerrios, por el norte con la calle 20 y la carretera Panamericana, por el sur con la calle 5 Sur y por el Occidente con las Carreras 23 y 26.
Está conformado por los barrios: Chapinero, San Rafael, Cabal Molina, Sajonia, Los Robles, San Jerónimo, La Esperanza, Los Rincones, Pueblito Valluno, Lares del Paraíso, El Ingenio, Las Orquídeas, Los Guayacanes, Prado Valle, Santa Bárbara, La Cristalina, Valle del Cerrito, Entrerrios, La Riviera, Verdal.
El Cerrito tiene bajo su jurisdicción los siguientes Centros poblados:
- Campoalegre
- El Castillo
- El Placer
- El Pomo
- La Honda
- San Antonio
- Santa Elena
- Santa Luisa
- Tenerife
- Carrizal

## Actividad económica
Sus principales actividades económicas son la agricultura y la ganadería especialmente la producción de uva, caña de azúcar y el tratamiento de cueros, también produce maíz, soya, arroz, millo, fríjol, ají y flores tropicales como las orquídeas.
También se destacan la elaboración de muebles -especialmente en madera-, el cultivo de frutas y la promoción turística en hoteles y restaurantes en la zona rural principalmente.

## Fiestas
- Fiestas de la Cebolla en Tenerife Valle Despensa Agrícola del Valle (en agosto)
- Fiestas del Campesino en el corregimiento de Auji, con el tradicional reinado infantil (julio).
- Semana Santa
- Ferias de aniversario
- Ferias de la Uva en el corregimiento de Santa Elena
- Día de Blancos y Negros en el corregimiento de El Placer
- Concursos de cometas en los meses de julio y agosto
- Fiesta patronal en honor a la Virgen de Chiquinquirá
- Festival Isaacsiano de la Cultura realizado por la Fundación Centro Cultural Universitas Casa de la Cultura

## Comunicaciones
Se comunica por carretera con poblaciones limítrofes como Buga, Rozo, (Palmira) y Costa Rica (Ginebra); posee carreteras internas para comunicarse con Ginebra y los corregimientos y veredas cerriteños.

## Medios de comunicación
El municipio El Cerrito, cuenta con los siguientes medios de comunicación
- Históricamente el primer medio de televisión por cable fue conocido como TEVECERRITO "La imagen de nuestra ciudad" (Ca, 1992)
- Universitas Stereo la 97 del fm, emisora que desde 1997 emite su señal desde la ciudad cariño, siendo el medio de comunicación de mayor penetración del municipio ya que cubre no solo este municipio si no los municipios vecinos de Ginebra,Guacari,Vijes,Yumbo, Yotoco.
- El Semanario Aquí Región Paraíso: Revista impresa de circulación semanal con cubrimiento de Noticias de El Cerrito, Ginebra y Guacarí; Portal de Noticias en la red de la Región Paraíso, cuenta con sitio web, perfiles en las principales redes sociales y un correo electrónico.
- Canal Comunitario Señal Cariño: Canal de televisión, Frecuencia seis (6) de la Parabólica Comunitaria El Cerrito TV. Su señal se emite vía análoga por ondas de radiofrecuencia para el casco urbano de la ciudad cariño.
- Señal Cerrito Periodismo Urbano: Grupo de Medios. Su actividad es en redes sociales básicamente, a lo que le suman la frecuencia dos (2) de Parabólica Comunitaria El Cerrito TV.
- Canal Afrotic: Canal digital que hace presencia a través de redes sociales. Se enfoca en informar a la comunidad en temas sociales que tiene relación con las comunidades Afro. Hace parte de la gran alianza de medios de El Cerrito.

## Diócesis
Pertenece a la diócesis de Palmira quien le reconoce tres parroquias: 
- La parroquia Nuestra Señora del Rosario de Chiquinquirá desde su fundación
- La parroquia Nuestra Señora del Perpetuo Socorro creada el 16 de julio de 1990
- La parroquia Señor de la Misericordia creada el 8 de noviembre de 2000

También pertenece al Distrito Judicial de Cali, al Circuito de Registro y Notariado de Buga, y a la circunspección electoral del Valle del Cauca, además es Circuito Notarial.

## Patrimonio
- Hacienda El Paraíso, (a 16 km de la cabecera municipal, por la carretera que conduce a Santa Elena, El Pomo y El Castillo, en la Cordillera Central). Lugar descrito en la novela María de Jorge Isaacs en 1867 y que se ha convertido en el destino turístico más importante de cuyo nombre nace «Territorio Paraíso», para denominar la zona turística comprendida entre Guacarí, Ginebra, El Cerrito y Palmira. Actualmente se encuentra donde hacer el llamado «paseo de olla» y/o practicar deportes extremos como parapentismo, canopi, ciclomontañismo; caballismo y barranquismo entre otras diversiones.
- Fiesta Nacional de la Cebolla en Tenerife. Es una de las fiestas más destacadas y está considerada como la Despensa Agrícola del Valle del Cauca y de belleza paisajística. Se pueden observar allí palmas de cera con altura de hasta 70 metros.
- El Museo de la Caña de Azúcar, forma parte de la hacienda Piedechinche, en el municipio.
- La casa de la Hacienda Piedechinche, construida en el siglo XVIII, es una típica muestra de la arquitectura vallecaucana de la época de la colonia. Los muebles y objetos decorativos, correspondientes al siglo XIX y principios del siglo XX, adquiridos de diferentes colecciones del país, son característicos de una vivienda antigua. Esta zona del departamento de Valle del Cauca fue la cuna de los primeros trapiches de importancia que dieron origen a la industria azucarera.
- Fiestas del campesino de Ajui. Es una celebración comunitaria campesina, realizada en el corregimiento de Auji, en el marco de las fiestas de la Virgen del Carmen. Ofrece una variedad cultural y festiva, a la vez que proyecta la comunidad y sus valores en eventos como el reinado infantil campesino.

Proyecto Territorio Paraíso
Proyecto del gobierno que incluye la ampliación de carreteras, con estímulos legales y económicos para el desarrollo del turismo en los municipios de Guacarí, Ginebra, El Cerrito y Palmira.

## Gastronomía
Dentro de los platos típicos se pueden encontrar:
- El cuaresmero.
- El atollado.
- El sancocho.
- El pandebono.
- Las empanadas.
- Pan de horno.

En dulces se pueden encontrar: 
- El bizcochuelo.
- El manjar blanco.
- El desamargado.
- Panderitos.

En frutas se encuentran:
- La uva y todos sus derivados.
- El chontaduro.
- Mangos.
- Bananos.
- Naranjas.
- Papayas.
- Nísperos.
- Caimos.

## Servicios públicos
- Energía Eléctrica: Celsia, es la empresa prestadora del servicio de energía eléctrica.[6]
- Gas Natural: Gases de Occidente es la empresa distribuidora y comercializadora de gas natural en el municipio.